# Negativzins
Negativzinsen (auch bezeichnet als Minuszinsen, Strafzinsen oder Verwahrentgelte) sind im Finanzwesen Zinsen, die ein Gläubiger (Kreditgeber) an den Schuldner (Kreditnehmer) entrichtet. Sie sind mithin beispielsweise für ein Bankguthaben vom Anleger zu zahlen.

## Allgemeines
Der Negativzins ist ein Negativpreis, also eine Preisangabe von {\displaystyle <0}.
Wie bei allen Zinsen ist auch beim Negativzins zwischen Nominalzins, Rendite und Realzins zu unterscheiden. Der Nominalzins wird bei einem Zinssatz unter 0 Prozent zum Negativzins. Bei der Rendite spielt zusätzlich der Kurs eines Wertpapiers eine Rolle. Eine Negativrendite gibt es bei positivem Nominalzins, wenn der Kurs so weit über pari liegt, dass sie den Nominalzins übersteigt. Liegt beispielsweise der Nominalzins bei 0 % und der Kurs einer Anleihe bei 100,30 %, ergibt sich eine Negativrendite. Negative Realzinsen entstehen, wenn die Rendite unter der Inflationsrate liegt. Der Gläubiger erhält zwar einen (positiven) Nominalzins, auch die Rendite ist positiv, dennoch sinkt die Kaufkraft des eingesetzten Kapitals.
Im Juli 2016 wiesen Anleihen im Wert von 9 Billionen Euro negative Renditen aus. Zwei Drittel dieses Betrages entfielen auf japanische, ein Drittel auf europäische Anleihen. In anderen Industriestaaten sind die Renditen positiv, aber ebenfalls auf oder nahe historischen Tiefständen.
Mit Stand vom 30. Juni 2021 erhoben in Deutschland 349 Kreditinstitute bei großen Summen ein Verwahrentgelt für Tagesgeld- und Girokonten. Für den Zeitraum von Ende Dezember 2020 bis Ende Juni 2021 entsprach dies einer Zunahme von 171 Kreditinstituten. 

## Geschichte
Das Konzept negativer Zinsen erachteten US-amerikanische Ökonomen lange als so absonderlich (englisch outlandish), dass es in Volkswirtschaftsseminaren bis in die 1970er Jahre keine Erwähnung fand. Ein Negativzins wurde erstmals ersichtlich in der Schweiz erhoben. Ende Juni 1972 führte eine „Kommission“ Negativzinsen von 2 % je Quartal auf seitdem zugeflossene Bankguthaben bei Schweizer Banken gemäß der Verordnung über die Bewilligungspflicht für die Aufnahme von Geldern im Ausland vom 5. Juli 1972 ein. Dies sollte den Zufluss von Hot Money in die Schweiz verhindern. Dies galt mit Unterbrechungen bis November 1979.
Die Dänische Nationalbank senkte im Juli 2012 den Einlagezins für Kreditinstitute von 0,05 % auf −0,2 %, um die Aufwertung der Dänischen Krone zu bremsen und sie so für ausländische Anleger unattraktiver zu machen. Der Negativzins führte zu Überwälzungen der den Geschäftsbanken entstandenen zusätzlichen Refinanzierungskosten auf deren Kreditnehmer. Dass Anleger den Negativzins akzeptierten, führte die Zentralbank darauf zurück, dass Anleger lieber große Teile ihres Geldes zurückerhalten als für positive Zinsen Verlustrisiken einzugehen.
Für Anleger aus dem Euroraum kann die Anleihe zu Kursgewinnen und somit zu einer positiven Gesamtrendite führen, falls der Euro gegenüber der dänischen Krone im Anlagezeitraum abwertet.
Im Januar 2012 gab die Bundesrepublik Deutschland Geldmarktpapiere mit sechsmonatiger Laufzeit aus mit einer Rendite von −0,0122 %. Am 18. Juli 2012 verkaufte der Bund zweijährige Anleihen zu einem Zinssatz von −0,06 %. Zuvor traten bereits negative Zinsen bei Anleihen auf, die ebenfalls Deutschland, die Niederlande, Frankreich und der Rettungsfonds EFSF ausgaben. Im August verdiente das Schuldenmanagement des Bundes 3,8 Mrd. Euro mit dem Verkauf von Bundesschatzanweisungen bei −0,0499 Prozent Rendite. Im Oktober 2012 lieh sich der EFSF erneut Geld mit negativen Zinssätzen von −0,0433 % und −0,024 %, im November der Bund zu −0,0116 Prozent.
Am 3. Dezember 2012 wurden zweijährige Bundesanleihen mit einer negativen Rendite von −0,019 % gehandelt. Im Jahr 2012 zahlte der Bund bei 21 seiner 70 Wertpapierauktionen keine Zinsen an Gläubiger, er kassierte im Gegenteil eine Prämie.
Auch am 7. Januar 2013 kassierte der Bund bei der Ausgabe sechsmonatiger Wertpapiere 3,5 Mrd. Euro Prämie, bei der Versteigerung von Schatzanweisungen mit sechsmonatiger Laufzeit ergab sich am 8. April 2013 die negative Rendite von 0,0002 Prozent.
Der ESM erhielt für seine Kreditaufnahme ebenfalls eine Prämie.
Auch in Japan konnte sich im November 2014 der Staat zu negativen Zinsen verschulden. Ein solches Vorgehen birgt allerdings ein Zinsänderungsrisiko, da nicht abbezahlte Kredite nach Ende der Laufzeit erneuert werden müssen, und dann eventuell mit einem deutlich höheren Zinssatz.
Aufgrund der hohen passiven Einlagefazilitäten führte die Europäische Zentralbank (EZB) als erste große Zentralbank am 11. Juni 2014 beim Einlagesatz einen Negativzins von −0,1 % ein, um Bankguthaben der Geschäftsbanken bei der EZB unattraktiv zu machen und Kreditinstitute zu einer erhöhten Kreditvergabe im Nichtbankensektor zu bewegen. Diese Signalwirkung des Leitzinses strahlte, wie beabsichtigt, auf Geld- und Kapitalmärkte aus. Der negative Zinssatz wurde schrittweise auf nun 0,5 % durch Beschluss der EZB vom 12. September 2019 erhöht. Am 16. April 2015 wurde erstmals der 3-Monats-Euribor mit einem negativen Nominalzins von −0,002 % ermittelt. Anfang Juli 2014 wurde die Rendite für zweijährige Bundesanleihen erstmals zeitweise negativ. Seit Januar 2015 ist sie dauerhaft negativ.
Der Präsident der Schweizerischen Nationalbank, Thomas Jordan, erklärte im April 2015, dass „ein Negativzins nicht der menschlichen Natur“ widerspräche. In Folge der Eurokrise kam es zu einer starken Frankenaufwertung. Um diese zu bekämpfen, führte die Schweizerische Nationalbank einen Euro-Franken-Mindestkurs von 1,20 ein. Um jenen Mindestkurs zu halten, werden seit dem 22. Januar 2015 bis auf weiteres Zinsen von −0,25 % auf Girokonten erhoben. Am 15. Januar 2015 wurde neben der Aufhebung des Euro-Mindestkurses beschlossen, den Zins auf Guthaben auf Girokonten oberhalb eines Freibetrages auf −0,75 % zu senken. Als erste Bank führte im Oktober 2015 die Alternative Bank Schweiz (ABS) Negativzinsen im Privatkundengeschäft ein.
Seit November 2014 verlangen die Deutsche Skatbank und Commerzbank von Kunden für Beträge ab einer gewissen Höhe Negativzinsen. Bei Einführung im Jahr 2014 lag der Freibetrag bei der Skatbank noch bei 3 Mio. Euro pro Kunde. Er fiel später schrittweise auf 25.000 € (Stand Januar 2020). Die Skatbank ist damit eine der Banken mit dem geringsten Schwellwert für Negativzinsen. Im Januar 2015 lag in Deutschland die Rendite von Bundesobligationen bei −0,5 Prozent.
Im August 2015 platzierte die Bundesrepublik Deutschland erstmals eine zweijährige Staatsanleihe zum Nominalzins von −0,25 %. Im Januar 2016 liefen Euro-Staatsanleihen mit einem Volumen von mehr als 6 Billionen Euro mit negativem Zins um. Zweijährige Staatsanleihen der Schweiz sind mit −1,14 %, Dänemark −0,71 % und Deutschland −0,29 % ausgestattet. Bei der im Juli 2016 emittierten 10-jährigen Bundesanleihe gab es keinen Negativzins, denn die Anleihe war mit einem Nominalzins von 0,00 % ausgestattet und wurde zum Emissionskurs von 100,48 % platziert. Es handelte sich um eine Negativrendite.
Im Juni 2016 fiel die Rendite für zehnjährige deutsche Bundesanleihen erstmals auf unter null Prozent. Neben langfristigen Trends galt als einer der Gründe die Abstimmung zum Brexit am 23. Juni 2016. Auch einige Kommunen bekommen inzwischen Geld auf ihre Schulden, und Euro-Unternehmensanleihen werden mit Minusrenditen gehandelt.
Durch Anhebung des Leitzinses von 0 % auf 0,5 % hat die Europäische Zentralbank im Juli 2022 die Niedrigzinspolitik beendet. Sie folgte damit der Federal Reserve Bank, die sich bereits im Juni 2022 von der Nullzins-Politik verabschiedet hatte.

## Volkswirtschaftliche Bedeutung
Zinsen sind Preise und erfüllen wie diese die volkswirtschaftliche Indikator-, Koordinierungs-, Allokations- und Selektionsfunktion.
- Bei der Indikatorfunktion gelten Zinsen als Indikator für die Knappheit des Geldes und für das einzugehende Risiko (als Kreditgeber oder Anleger). Ein hohes Zinsniveau deutet daher auf ein knappes Geldangebot, ein niedriges auf ein reichliches Geldangebot hin.

- Bei der Koordinierungsfunktion stimmen die Wirtschaftssektoren ihre individuellen Pläne anhand der Zinssituation aufeinander ab, der Zinsmechanismus bringt Angebot und Nachfrage zum Ausgleich und führt zur Markträumung.

- Die Allokationsfunktion bewirkt, dass der Zins die Produktionsfaktoren (Arbeit, Boden, Kapital) in die Wirtschaftssektoren mit dem größten Bedarf lenkt.

- Die Selektionsfunktion kann dazu führen, dass bei hohem Zinssatz nicht rentabel arbeitende und fremdkapitalabhängige Wirtschaftssubjekte Verluste erwirtschaften, in eine Unternehmenskrise geraten und Insolvenz anmelden müssen.

Ob Negativzinsen all jene Funktionen erfüllen, ist strittig. Die Indikatorfunktion besteht, da Kreditnehmer oder Anleger wahrnehmen, dass Kredite preiswert und Geldanlagen unattraktiv sind. Die Schlussfolgerungen daraus sind jedoch auch von komplexen Risikobewertungen abhängig.
John Maynard Keynes warnte bereits im Februar 1936 in seiner Allgemeinen Theorie der Beschäftigung, des Zinses und des Geldes, dass Zinssignale nicht immer koordinierend wirken könnten. Der Zinssatz übe die Koordinierungsfunktion nicht auf dem Gütermarkt (dem gesamten Vermögensmarkt) aus, weil er diese Funktion auf dem Geldmarkt übernehme und ein Geldmarktgleichgewicht nur dann mit einem Gütermarktgleichgewicht verbunden sei, wenn das Güterangebot der Güternachfrage folge. Damit setzte sich Keynes im Widerspruch zu Friedrich August von Hayek, der 1929 davon ausging, dass der Zinssatz auch eine Allokationsfunktion ausübe, die Gleichgewicht zwischen Investitionen und Sparen herstelle. Besonders problematisch ist diese Koordination von Spar- und Investitionsentscheidungen durch den Zinsmechanismus. Der Zins ist ein Preis, der zusammen mit anderen Preisen für eine optimale Ressourcenallokation der Produktionsfaktoren zu sorgen hat. Die Zinsfestlegung soll die Aufteilung auf Konsum und Investition optimieren. Negativzinsen sollen daher Konsum und Investitionen anregen und Sparen unattraktiv machen.
Fällt der Gleichgewichtszinssatz unter 0 %, stehen Akteure der Geld- und Fiskalpolitik vor großen Herausforderungen. Für Carl Christian von Weizsäcker ist die Idee einer „Savings-Glut-These“ verwandt mit der kapitaltheoretisch begründeten These der Möglichkeit eines negativen gleichgewichtigen Realzinses. In dieser Lage wäre der Gleichgewichtsrealzinssatz, der zu gleich hohen Investitionen und Ersparnisse führt, kleiner null.
Diskutiert wird, inwieweit Negativzinsen die Folge von Marktkräften oder von geldpolitischen Entscheidungen der Zentralbanken sind. Werner Ehrlicher warnte, dass eine Politik negativer Realzinsen die Allokationsfunktion der Märkte verzerre, weil die Selektionsfunktion der Zinsen entfalle. Er stellte im zitierten Buch eine auch nur kurzfristig mit negativen Realzinsen arbeitende Wirtschaftspolitik in Frage. Diese hat sich weltweit mit dem Überhang an Ersparnissen gegenüber den Investitionsmöglichkeiten auseinanderzusetzen (Sparschwemme), die ebenfalls einen Grund für Negativzinsen darstellen kann.
In Dänemark sparten die Bürger trotz erhobener Negativzinsen noch mehr, um ihre Kaufkraft zu schützen. Die Sparquote stieg an, während die Investitionsquote sank. In einer Umfrage von 2019 bewerteten zwei Drittel der Schweizer Unternehmen die Schäden durch Negativzinsen für die Volkswirtschaft als höher als deren Nutzen.
Der Negativzins führt zu Vermögensvernichtung bei breiten Anlegerschichten (Bankwesen, Pensionsfonds, Privatanleger, Vermögensverwaltungen oder Versicherungen). Das von der EZB erwartete Sinken der Sparquote der Privathaushalte trat in Deutschland nicht ein. Sie stieg seither stetig an (2013: 8,9 %, 2014: 9,5 %, 2015: 9,7 %, 2016: 9,8 %, 2017: 9,9 % und 2018: 10,4 %). Da trotz Negativzins weiterhin Inflation herrscht, liegt der „negative“ Realzins höher als der Negativzins. Anlegern fällt es daher immer schwerer, den Realwert des Vermögens zu erhalten. Der Negativzins wirkte sich zudem – anders als von der EZB erhofft – nicht auf die Kreditvergabe in Deutschland aus. Ausgehend vom Kreditvolumen an Unternehmen und Privatpersonen im Jahre 2012 (2,436 Mrd. Euro) sank das Kreditvolumen 2013 um 1,3 %, 2014 stieg es um 1,5 %, 2015 um 0,2 %, 2016 um 3,0 % und 2017 um 3,9 %. Die Wachstumsraten lagen bis zuletzt unter dem Wachstum des Bruttoinlandsprodukts, so dass die Kreditvergabe nicht zinsbedingt anstieg.
Nach Berechnungen der DZ-Bank erlitten allein die deutschen Privathaushalte von 2014 bis 2016 bei Einlagen, Anleihen und Lebensversicherungen Zinseinbußen von brutto 340 Mrd. Euro. Nach Abzug der Ersparnisse durch günstigere Kreditzinsen bleibt ein Nettoverlust von 200 Mrd. Euro.
Sobald der Nominalzins den Wert Null erreicht, horten in der von Keynes beschriebenen Liquiditätsfalle die Wirtschaftssubjekte Bargeld, anstatt es für Konsumzwecke auszugeben, da die Opportunitätskosten der Geldhaltung ebenfalls entfallen. Bei sinkender Inflation kann von einem niedrigeren Preisniveau ausgegangen werden. Das Geldangebot verschwindet während der Phase der Liquiditätsfalle vom Geldmarkt und wird als Bargeld gehalten, weil die Transaktionskosten der Geldanlage den Zins übersteigen. Dadurch sinkt das Zinsniveau bei einer Liquiditätsfalle so tief, dass jedes Wirtschaftssubjekt tendenziell eine Erhöhung des Marktzinses erwartet und deshalb Spekulationskasse (Bargeld) hält.
Kritisiert wurde zudem, dass in der Niedrigzinsphase Banken vermeintlich einen Negativzins an Anleger "weitergaben", tatsächlich zahlte jedoch keine deutsche Bank auf alle Einlagen bei der EZB den vollen negativen Leitzins, da hohe Freibeträge für Geschäftsbanken bei der EZB existieren (in Höhe der sechsfachen Mindestreserve), und nicht alle Bankguthaben überhaupt bei der EZB eingelegt werden (ein Teil wird von den Banken als Bargeldreserve gehalten oder gleich als Kredite weiterverliehen). Somit wurden den Kunden höhere "Strafzinsen" berechnet, als die Banken tatsächlich an die EZB zahlen mussten.

## Freiwirtschaftslehre und Negativzins
Die Idee der Umlaufsicherung geht auf Silvio Gesell und dessen Freiwirtschaftslehre zurück. Ihm zufolge sei die Geldhortung auch bei fallenden positiven Zinsen auf den dem liquiden Geld immanenten, verbleibenden Urzins, also den reinen Liquiditätsnutzen zurückzuführen, den Keynes als Liquiditätspräferenz benennt. Gesell warnt vor der damit verbundenen Gefahr der Stagnation/Deflation. Jener Liquiditätsvorteil wäre gemäß Gesell durch eine Anti-Hortungs-Gebühr (Negativzins) zwecks Umlaufsicherung, sprich zum Ausgleich jener Liquiditäts-Präferenz, zu neutralisieren. Mit dem Negativzins verliere Geld, das man längere Zeit nicht ausgab, Teile seines Geldwerts. Das motiviere, Geld kontinuierlich zu konsumieren oder zu investieren, um über eine stetige Umlaufgeschwindigkeit den Unternehmen eine sichere Abnahme ihrer Waren zu ermöglichen. Um neben der stabilen Umlaufgeschwindigkeit einen stabilen Preisindex zu gewährleisten, müsste die im Umlauf befindliche Geldmenge exakt gesteuert werden.

## Folgen
Ein Negativzins entschädigt Gläubiger nicht mehr für ihr Kreditrisiko und die Kapitalüberlassung. Der reguläre Anleihe-, Kredit- oder Guthabenzins bietet Gläubigern Anreize, wogegen der Negativzins eine Wertminderung oder Enteignung bewirkt.
Eine Kreditklemme beseitigen Negativzinsen nicht. Geldanlagen werden lediglich unattraktiver.
Wirksam ist ein Negativzins bei Fremdwährungen, wenn diese Aufwertungen mildern oder verhindern.
Im Falle eines negativen Nominalzinses muss ausnahmsweise der Gläubiger den Zins als Zinsaufwand und nicht – wie üblich – als Zinsertrag verbuchen, während der Schuldner einen Zinsertrag erhält. Dieser Zinsaufwand schmälert den Gewinn des Gläubigers, so dass er Anlageformen sucht, bei der er einen Zinsertrag verbuchen kann. Bei negativer Realverzinsung streben Anleger eine Umschichtung in inflationsgeschützte Anlagen an. Dazu zählen Sachanlagen wie Aktien, Immobilien, Rohstoffe oder Edelmetalle wie Gold. Anleihen fallen nur bei einer Ausstattung als inflationsgesicherte Anleihen in diese Kategorie. Den Versuch der Zentralbanken, die Nominalzinsen niedrig zu halten und die Realzinsen unter null zu halten, nennt man auch „finanzielle Repression“. Durch Negativzinsen sinken die Gewinne der Kreditinstitute.
Dies motiviert zu Umschichtungen in andere risikoarme Anlageformen wie Anleihen mit positivem Zins. Kreditinstitute geben den Negativzins an ihre Kunden weiter. Auf den Euro bezogen kann der Negativzins eine Abwertung des Euro zur Folge haben.
Bei Staatsanleihen mit negativem Nominalzins können unterschiedliche Gruppen trotz des vorgezeichneten Geldverlustes ein Interesse an solchen Anleihen haben bzw. gezwungen sein, diese zu kaufen. Zum einen ist dies der Staat selbst, der bei Negativzins hochverzinste Anleihen zurückkauft und dafür niedrig verzinste Papiere herausgibt. Renten- und Mischfonds können entsprechend gesetzlicher oder eigener Vorgaben eine festgelegte Quote von Staatsanleihen im Portfolio aufzuweisen haben. Wird Geld neu angelegt, müssen diese Fonds Staatsanleihen zum aktuellen Kurs kaufen, wie hoch der auch sein mag. Auch Spekulanten können auf weiter steigende Anleihekurse (sinkende Zinsen) setzen. Sicherheitsorientierte Anleger können für diese Sicherheit einen kleinen Verlust in Kauf nehmen. Daneben gibt es Institutionen und Anleger, die Kredite mit einem gewissen Prozentsatz von garantierten Wertpapieren (Bundesanleihen) absichern müssen. Versicherungen sind außerdem per Gesetz dazu verpflichtet, Gelder im Deckungsstock anzulegen. Wertpapiere mit Deckungsstockfähigkeit gibt es nicht sehr viele, dazu gehören aber Bundesanleihen. Außerdem gibt es Gelder, die per Gesetz oder Gerichtsbeschluss in sichere Wertpapiere investiert werden müssen, z. B. Auszahlungen an Waisen durch Lebensversicherungen, die zur Absicherung der Ausbildung unter Treuhand sind.
Die Alternative zu Geldanlagen ist die Bargeldhaltung sowie die Anlage in Edelmetallen. Beides entspricht einem Zinssatz von Null. Solange die Transaktionskosten für Bargeldhaltung (Lagerkosten für ein Bankschließfach, Transportkosten, Versicherungsprämien) niedriger sind als die Negativzinsen auf Buchgeld und Anleihen, werden die Wirtschaftssubjekte die Bargeldhaltung vorziehen. Die Flucht in die Bargeldhaltung ist sowohl für Nichtbanken als auch für Kreditinstitute eine Option zur Vermeidung von Negativzinsen.
Enthalten Zinsänderungsklauseln einen Referenzzinssatz (Euribor, LIBOR usw.), können Banken den Negativzins beim Referenzzinssatz berücksichtigen, wenn sie die Höhe des Referenzzinssatzes als mindestens 0 % definieren. Der zu zahlende/erhaltende Zins ergibt sich aus dem Ab- oder Aufschlag, unabhängig von der Entwicklung des negativen Referenzzinses.

## Rechtsfragen (Deutschland)
Es besteht in der Rechtswissenschaft allgemein Einigkeit, dass dem Grundsatz nach Negativzinsen durch Individualvertrag im Rahmen des Darlehensvertragsrechts (§§ 488 ff. BGB) als auch im Rahmen eines atypischen Verwahrungsvertrages (§§ 700 ff. BGB) vereinbart werden können. Die Möglichkeit der Vereinbarung durch Formularklauseln ist hingegen umstritten und wird damit bezweifelt, dass die Negativverzinslichkeit der Einlage dem gesetzlichen Leitbild der § 488 ff. BGB widerspräche und zudem überraschend im Sinne des § 305c Abs. 1 BGB sei. Dies gilt insbesondere für die Einführung durch die bloße Änderung des Preisverzeichnisses durch ein Kreditinstitut im bestehenden Einlagenvertrag. Die Bundesregierung hat es abgelehnt, gegen die Erhebung von Negativzinsen oder Verwahrentgelten gesetzgeberisch vorzugehen. Anzeichen für ein Marktversagen seien nicht ersichtlich.
Ob sich Negativzinsen überhaupt unter den zivilrechtlichen Zinsbegriff subsumieren lassen, ist in der Fachliteratur strittig und höchstrichterlich noch nicht entschieden. Der Bundesgerichtshof (BGH) geht davon aus, dass es einen negativen Zinssatz geben kann („… oder gar das Absinken des Zinsanspruchs ins Negative…“). Die bisherige unterinstanzliche Rechtsprechung lässt erkennen, dass eine Betrachtung des Einzelfalls erforderlich ist und dass Privatanleger eher schützenswert sind als institutionelle Anleger. Das Landgericht Tübingen entschied im Januar 2018 in einem Urteil gegen die Volksbank Reutlingen, dass die Einführung von Negativzinsen bei Altverträgen über Sicht-, Termin- oder Festgeldeinlagen gegen § 307 BGB verstoße und nichtig sei. Neuverträge werden hingegen als echte Hauptpreisabrede als zulässig erachtet. Ebenso hat das Landgericht Tübingen entschieden, dass die Erhebung von Negativzinsen im Wege eines Preisaushangs bei Sichteinlagen auf einem Girokonto, für welches bereits Kontoführungsgebühren erhoben werden, zu einer unangemessenen Benachteiligung des Kapitalgebers führen. In diesem Teil-Anerkenntnisurteil kam das Landgericht Tübingen zu dem Schluss, dass Negativzinsen zumindest auch auf kostenpflichtigen Girokonten nicht zulässig sind. Dies gelte sowohl für Neu- als auch Bestandskunden.
In einem weiteren Urteil lag dem Landgericht Tübingen eine vertragliche Klausel über Riester-Sparverträge vor, bei denen sich eine Verzinsung des Kapitals aus Grundzinsen und aus Bonuszinsen zusammensetzte und bei denen die Grundzinsen negativ wurden. Eine unangemessene Benachteiligung im Sinne von § 307 Abs. 1 BGB verneinte das Landgericht Tübingen in diesem Fall, da die vorzunehmende Gesamtbetrachtung im konkreten Fall zu einem Ausgleich der Parteiinteressen und nicht zur Unwirksamkeit der entsprechenden Klausel führe. Vorausgegangen war ein Rechtsstreit des Marktwächter Finanzen mit der Volksbank Reutlingen eG, die im Mai 2017 in einem Preisaushang ein sogenanntes Verwahrentgelt für Guthaben auf Kontokorrentkonten ab dem ersten Euro einführte. Die Genossenschaftsbank gab daher eine Unterlassungserklärung ab.
Im Gegensatz zu positiven Einlagezinsen, die als Entgelt für die Überlassung von Kapital und folglich steuerlich als Einkünfte veranschlagt werden, fasst das Bundesministerium der Finanzen negative Einlagezinsen der Kreditinstitute nicht als Zinsen im Sinne des § 20 Abs. 1 Nr. 7 EStG und damit als Verluste auf, die mit den Einkünften kompensiert werden könnten, sondern als Verwahr- und Einlagegebühr für die Überlassung von Kapital, die bei den Einkünften aus Kapitalvermögen lediglich als Werbungskosten vom Sparer-Pauschbetrag gemäß § 20 Abs. 9 Satz 1 EStG erfasst sind. Die steuerliche Fachliteratur sieht das überwiegend anders. Sie geht von negativen Einnahmen aus, die mit positiven Kapitaleinkünfte verrechnet werden können. Die Finanzgerichte haben hierzu bislang nicht entschieden.
Die Rechtsfrage, ob und unter welchen Umständen Kreditinstitute von Kunden Negativzinsen verlangen können, war lange obergerichtlich ungeklärt. Es war dabei unklar, ob „Negativzinsen“ überhaupt Zinsen im Rechtssinn sind. Mit Urteilen vom 4. Februar 2025 entschied der XI. Zivilsenat des Bundesgerichtshofes, dass Klauseln in Allgemeinen Geschäftsbedingungen, die Negativzinsen für Spareinlagen (etwa Tagesgeldkonten oder Sparkonten) vorsehen, gegen den Grundsatz von Treu und Glauben nach § 307 Abs. 1 Satz 1 BGB verstoßen und damit gegenüber Verbrauchern unwirksam sind. Zweck von Spareinlagen sei es, das Vermögen von natürlichen Personen mittel- bis langfristig aufzubauen und durch Zinsen vor Inflation zu schützen. Die Erhebung negativer Zinsen verändert diesen Charakter den Geboten von Treu und Glaube zuwiderlaufend und benachteiligt Verbraucher unangemessen. Negativzinsen für Girokonten hielt das Gericht nicht für grundsätzlich unzulässig, beanstandete allerdings diese Klauseln in den konkreten Fällen ebenfalls, weil sie gegen das Transparenzgebot des § 307 Abs. 1 Satz 2 BGB verstießen; insbesondere gehe aus den Klauseln nicht hinreichend hervor, welcher Saldo zu welchem Zeitpunkt für die Berechnung von Negativzinsen maßgeblich ist und wie sich die Höhe der Negativzinsen berechnet. Betroffene können nun bei ihrer Bank die Rückzahlung der zwischen 2014 und 2022 belasteten Negativzinsen verlangen.

## Strafzins
Der Negativzins wird umgangssprachlich im Zusammenhang mit der Finanzrepression oft fälschlich als „Strafzins“ bezeichnet. Beim Negativzins besitzt der Schuldner oder Kreditnehmer jedoch – bei störungsfreier Abwicklung – keinen Rechtsgrund, um seinem Gläubiger einen Strafzins aufzuerlegen. Deshalb ist der Negativzins kein Strafzins. Der Strafzins (lateinisch usura punitoria) ist vielmehr seit dem kanonischen Recht eine besondere Form einer kumulativen Vertragsstrafe, die für den Fall von Leistungsstörungen (wie Verzug) ausbedungen wird. Es handelt sich also um eine vertragliche Sanktion. Er wird häufig als Verzugszins oder Vorschusszins erhoben.